# Cinco Dias, Cinco Noites
Cinco Dias, Cinco Noites (portugiesisch für „Fünf Tage, fünf Nächte“) ist ein Filmdrama des portugiesischen Filmregisseurs José Fonseca e Costa aus dem Jahr 1996. Es ist eine Verfilmung des gleichnamigen Romans von Manuel Tiago, Pseudonym des portugiesischen Kommunistenführers Álvaro Cunhal (1913–2005).

## Handlung
Ende der 1940er Jahre im Portugal des semi-faschistischen Estado-Novo-Regimes ist der 19-jährige André aus dem Gefängnis ausgebrochen und muss nun aus dem Land fliehen. Freunde aus Porto vermitteln ihm dazu einen erfahrenen Schmuggler und Schleuser, den streit- und trinkfreudigen Lambaça, der mit der unwegsamen Grenzregion von Trás-os-Montes gut vertraut ist.
Die beiden ungleichen Partner verbindet zunächst gegenseitige Abneigung und Misstrauen. Im Laufe ihrer Flucht überqueren sie dann als Schicksalsgemeinschaft zusammen Berge und Täler und verstecken sich vor der Sicherheitspolizei GNR und der Geheimpolizei PIDE. Dabei helfen ihnen Freunde und Kontaktpersonen Lambaças, darunter die schöne Zulmira.
Die beiden ungleichen Männer lernen sich immer besser kennen, und die anfängliche Antipathie weicht immer mehr gegenseitigem Vertrauen. Schließlich trennen sie sich nach fünf intensiven Tagen und Nächten als Freunde.

## Produktion und Rezeption
Der Film wurde zwischen Oktober und Dezember 1995 an verschiedenen nordportugiesischen Orten gedreht und entstand in Koproduktion der portugiesischen Produktionsfirma Madragoa Filmes, der französischen Gemini Films und des öffentlich-rechtlichen portugiesischen Fernsehsenders RTP, unter finanzieller Beteiligung der portugiesischen Filmförderung IPACA (heute ICA).
Nach einer Vorpremiere am 17. April 1996 im Lissabonner Cinema Monumental kam der Film am 22. Jahrestag der Nelkenrevolution, am 25. April 1996, in die portugiesischen Kinos. Mit 44.516 Zuschauern wurde er ein Publikumserfolg. Am 25. September 1996 hatte er seinen französischen Kinostart.
Der Film lief auf Filmfestivals, darunter das Mar del Plata Film Festival. Beim brasilianischen Filmfestival von Gramado wurde er prämiert und erhielt bei den portugiesischen Globos de Ouro 1997 den Preis als bester Film des Jahres.
Am 28. November 2020 lief er im portugiesischen Fernsehen, bei RTP2.
Der Film erschien in Portugal zunächst als VHS-Kassette bei Atalanta Filmes, bevor er 2003 als DVD bei Lusomundo herauskam.